# Ярослав Святополкович
Ярослав Святополкович або Яросла́в Святопо́лчич (ст.-укр. Ӕрославъ Ст҃ополчь; бл.1072 — 1123) — володимирський князь (1100-1118) з династії Рюриковичів, син великого князя київського Святополка II Ізяславича.

## Біографія
У 1100 році відбувся Витичівський з'їзд на якому волинського князя Давида Ігоровича було позбавлено уділа за осліплення Василька Ростиславича. У вільному князівстві Святополк Ізяславич посадив свого сина Ярослава. У 1102 році Святополк досяг угоди з Володимиром Мономахом за якою Ярослав мав князювати у Новгороді, проте місцеві бояри відмовили великому князю.
1112 року Ярослав Святополчич здійснив успішний похід проти ятвягів.
Після смерті Святополка у 1113 році Ярослав продовжував княжити на Волині. У 1117 році Володимир Мономах викликав з Новгорода свого старшого сина Мстислава Великого і посадив його у Білгороді-Київському. Ці дії викликали розрив Ярослава Святополчича волинського з дядьком і тестем, оскільки, він тлумачив цей крок як знак того, що Київ, на який претендував Ярослав, після смерті Мономаха буде переданий Мстиславу.
У 1118 році Володимир Мономах в союзі з Ростиславичами вигнав Ярослава Святополковича з Волині й посадив на його місце свого сина, Романа Володимировича, а після смерті останнього в 1119 році — Андрія Володимировича.
У 1123 році Ярослав здійснив спробу повернути собі отчину, проте в ході облоги Володимира був вбитий.

## Сім'я
Був тричі одружений. Перша дружина — дочка угорського короля Владислава I Святого; друга — Софія, дочка польського князя Владислава I Германа; третя дружина — Рогнеда, дочка Великого князя Київського Мстислава Володимировича.
Діти:
- В'ячеслав Ярославич (? — після 1127) — князь клецький;
- Юрій Ярославич (?—1167) — князь турівський, від нього походили всі пізніші турово-пінські князі;
- Софія (?—1158) — дружина мінського князя Ростислава Глібовича.

За гіпотезою Баумгартена дочкою Ярослава від Мстиславни була:
- Прибислава — з 1136 року дружина західнопоморського князя Ратибора І.

### Монографії, статті
- Войтович Л.  Князівські династії Східної Європи (кінець IX — початок XVI ст.). Львів: Інститут українознавства, 2000.

### Довідники
- Енциклопедія українознавства : Словникова частина : [в 11 т.] / Наукове товариство імені Шевченка ; гол. ред. проф., д-р Володимир Кубійович. — Париж — Нью-Йорк : Молоде життя, 1955—1995. — ISBN 5-7707-4049-3.